# Лейкв'ю Парк
Лейкв'ю Парк — футбольний стадіон у місті Лофголл, Північна Ірландія. Це домашня арена футбольного клубу «Лофголл». Стадіон вміщує близько 1 300 глядачів. Як можна зрозуміти з назви, «Лейквью Парк» прилягає до озера.